# Нове Чапле (Поморське воєводство)
Нове Чапле (пол. Nowe Czaple, нім. Neu Chapel) — село в Польщі, у гміні Стенжиця Картузького повіту Поморського воєводства.
Населення — 316 осіб (2011).
У 1975-1998 роках село належало до Гданського воєводства.

## Демографія
Демографічна структура станом на 31 березня 2011 року:
|          | Загалом | Допрацездатний вік | Працездатний вік | Постпрацездатний вік |
| -------- | ------- | ------------------ | ---------------- | -------------------- |
| Чоловіки | 155     | 40                 | 101              | 14                   |
| Жінки    | 161     | 43                 | 93               | 25                   |
| Разом    | 316     | 83                 | 194              | 39                   |